# Zangakatun
Zangakatun là một đô thị thuộc tỉnh Ararat, Armenia. Dân số ước tính năm 2011 là 1187 người.